# Верблюжья колючка
Верблю́жья колю́чка, или джанта́к, или янда́к (лат. Alhági) — род растений семейства Бобовые, произрастающих в пустынях. Расти в пустыне верблюжьей колючке помогает уходящая вглубь почти на 20 метров корневая система. Верблюжья колючка является одним из главных пастбищных растений в зоне пустынь. Она богата сахарами, которые в тёплую погоду выделяются у неё на стеблях в виде манны, широко используемой, например, в Ираке.

## Ботаническое описание

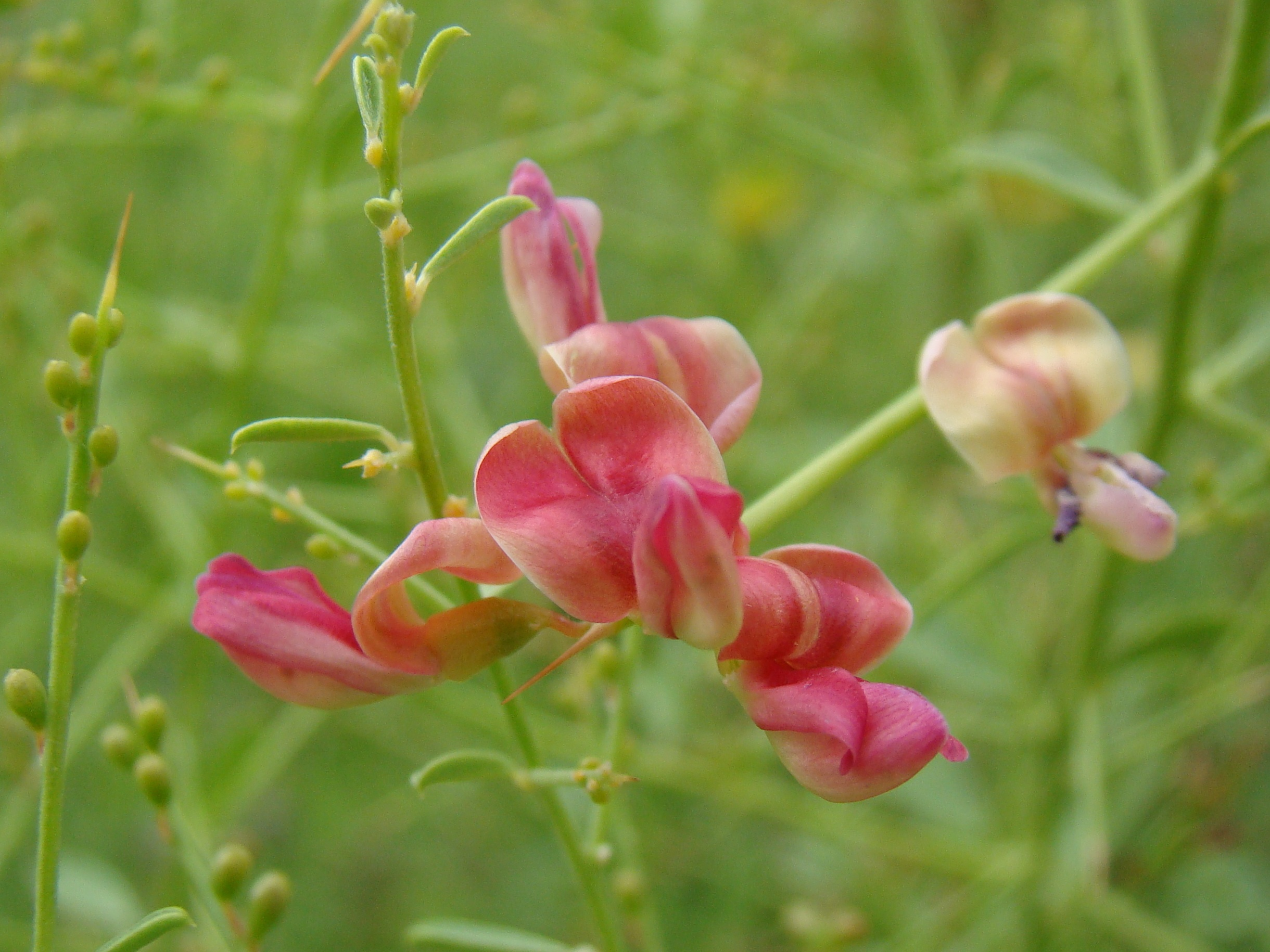
Цветок

Колючий полукустарник, травянистое многолетнее растение с глубоко проникающей корневой системой. Растения 30—100 см высотой.
Корень длинный, с глубоко расположенными горизонтальными ответвлениями.
Стебли ветвистые, в нижней части одревесневающие.
Колючки, представляющие недоразвившиеся ветви, в пазухах листьев, направлены вверх под острым углом, длиной 2—3 см. Листья простые цельные, очерёдные, продолговатые, тупые, 1—2 см длиной. Прилистники маленькие, шиловидные.
Цветки на колючке по три—восемь, красные или розовые, типичного мотылькового строения: чашечка колокольчатая, с пятью маленькими, почти равными зубчиками; парус обратно яйцевидный, назад отогнутый, наверху немного выемчатый; крылья продолговатые, короче лодочки или равны ей; лодочка тупая, короче паруса. Тычинки двубратственные (девять сросшихся и одна свободная). Цветёт с мая до глубокой осени, плоды начинают созревать с июля.
Бобы одностворчатые, линейные, почти деревянистые, вальковатые, нераскрывающиеся, неправильно перетянутые или почковидные, немного искривлённые или прямые, голые, с четырьмя—пятью почковидными или почти квадратными семенами.

## Места обитания
Встречается на юге европейской части России и Западной Сибири, в Казахстане и Средней Азии, на Кавказе.
Растёт в сухих степях, глинистых и щебнистых полупустынях и пустынях, по берегам рек и каналов, на пустырях и залежах.

## Химический состав
В траве содержатся флавоноиды, сапонины, сахара, дубильные вещества, витамины C, К и группы В, каротин, урсоловая кислота, следы алкалоидов, эфирное масло, красящие вещества, смолы.

## Хозяйственное значение и применение
В медицине используют надземную часть (траву) верблюжьей колючки, реже плоды и корни. Траву сушат под навесом, предварительно измельчив.
В народной медицине в качестве мочегонного и потогонного средства применяют настой или отвар из травы растения. Иногда их пьют для смягчения кашля при простудных заболеваниях. Чаще настои, отвары или свежий сок пьют при желудочно-кишечных заболеваниях, в основном при хронических поносах и дизентерии. Извлечения из надземной части верблюжьей колючки обладают антимикробным действием, причём выраженное бактерицидное действие они оказывают на стрептококки, стафилококки, дизентерийную палочку. Отвары успешно применяют в виде полосканий горла при острых ангинах. Порой отвар верблюжьей колючки в народной медицине применяют для лечения геморроя (ванночки, промывания), для наружного лечения экзем, гнойничков, нагноившихся ран и язв (обмывания, компрессы).
В клинических условиях отваром лечат больных колитом, дизентерией, применяют при язве желудка и гастритах, заболеваниях печени, как желчегонное, вяжущее, иногда назначают при простудных заболеваниях и неумеренном кашле.
Все виды верблюжьей колючки являются хорошими, высокопитательными кормовыми растениями. Их надземные части, особенно в молодом состоянии, богаты витамином C, что, принимая во внимание питательные свойства листьев и особенно их сахаристость, позволяет рассматривать их в качестве ценного витаминного продукта.
Верблюжья колючка в жаркое время года выделяет «манну» (сахаристое вкусовое вещество), широко используемую в Иране и Афганистане в качестве лекарственного средства и пищевого продукта. «Манну» употребляют как мочегонное и жаропонижающее средство, а также при сухом кашле.

## Виды
По информации базы данных The Plant List, род включает 7 видов:
- Alhagi canescens (Regel) B.Keller & Shap. — Верблюжья колючка серая, или янтак седоватый
- Alhagi graecorum Boiss.
- Alhagi kirghisorum Schrenk — Верблюжья колючка киргизская, или янтак киргизский
- Alhagi maurorum Medik.
- Alhagi nepalensis (D.Don) Shap.
- Alhagi pseudalhagi (M.Bieb.) Desv. ex B.Keller & Shap. — Верблюжья колючка обыкновенная, или верблюжья колючка ложная
- Alhagi sparsifolia Shap. — Верблюжья колючка редколистная, или янтак рыхлолистный